# (200273) 1999 XK187
(200273) 1999 XK187 es un asteroide perteneciente al cinturón de asteroides descubierto el 12 de diciembre de 1999 por el equipo del Lincoln Near-Earth Asteroid Research desde el Laboratorio Lincoln, Socorro, Nuevo México, Estados Unidos.

## Designación y nombre
Designado provisionalmente como 1999 XK187.

## Características orbitales
1999 XK187 está situado a una distancia media del Sol de 2,732 ua, pudiendo alejarse hasta 3,233 ua y acercarse hasta 2,231 ua. Su excentricidad es 0,183 y la inclinación orbital 14,56 grados. Emplea 1649,56 días en completar una órbita alrededor del Sol.

## Características físicas
La magnitud absoluta de 1999 XK187 es 15,6. 